# فرودگاه لایکلی
فرودگاه لایکلی (به انگلیسی: Likely Aerodrome) یک فرودگاه همگانی است که یک باند فرود شن دارد و طول باند آن ۹۷۵ متر است. این فرودگاه در کشور کانادا قرار دارد و در ارتفاع ۹۸۳ متری از سطح دریا واقع شده است.